# 戸山英二
戸山英二（とやま えいじ）は、日本カンツォーネ協会の会長。秋田県大仙市出身。武蔵野音楽大学声楽科在学中に「銀巴里」のオーディションに合格して以来、国内外様々なコンテストで優勝。61年より石井好子音楽事務所専属歌手第一号として活躍。日本人のカンツォーネ歌手として初めてRCA ITALIANA（イタリア）との専属契約を結び数多くの国際音楽祭などにも出演。現在は指導の傍らコンサート活動、新人発掘にも努めている。

## 関係事項
- 戸川昌子
- ベリッシモ・フランチェスコ